# Dainik Bangla
Dainik Bangla est un ancien quotidien de langue bengali au Bangladesh. Obaidul Huque a été président du conseil d'administration du Dainik Bangla-Bangladesh Times.

## Histoire
Dainik Pakistan a été rebaptisé Dainik Bangla après l'indépendance du Bangladesh en 1971. Après l'indépendance, le journal a publié des articles sur les collaborateurs bengalis de l'armée pakistanaise et les crimes de guerre. Des reportages ont été utilisés comme éléments de preuve devant le tribunal des crimes de guerre du Bangladesh. En 1972, Hasan Hafizur Rahman est élu président du comité de rédaction du Dainik Bangla. En 1975, le gouvernement du Bangladesh a fermé tous les journaux à l'exception du Dainik Banga, du The Bangladesh Observer, du The Daily Ittefaq et du The Bangladesh Times, qui ont été nationalisés. Après l'assassinat du Sheikh Mujibur Rahman lors du coup d'État du 15 août 1975 au Bangladesh, le journal appartenait alors à l'État, a cessé de couvrir son cas et n'a pas couvert l'anniversaire de sa mort. Le journal a été fermé par le gouvernement de la Ligue Awami du Bangladesh en 1997 avec d'autres médias publics comme le Bangladesh Times et Weekly Bichitra.

## Héritage
Une importante intersection à Dhaka, l'intersection Dainik Bangla, a été nommée d'après le journal,.